# بتلر لامبسون
بتلر لامبسون (بالإنجليزية: Butler Lampson)‏ ولد في 23 ديسمبر 1943 عالم حاسوب أمريكي، فاز بجائزة تورنغ في عام 1992.